# 高天寵
高天寵（?—?），字異之，贵州贵阳人，清朝政治人物、進士出身。
咸豐二年（1852年）清文宗登極壬子恩科進士，二甲一百六名，授戶部主事，改河南確山縣知縣。